# Сульфенаміди

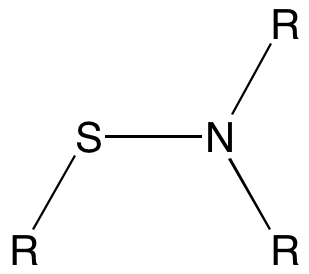
Структура

Сульфенаміди (рос. сульфенамиды, англ. sulfenamides) — хімічні сполуки, похідні від сульфенових кислот RSOH (R ≠H) внаслідок заміщення –ОН на –NR2. Альтернативно розглядаються як алкілсульфаніламіни. Приміром, етансульфенамід або етилсульфаніламін C2H5SNH2.